# Lijst van platenlabels Q
Dit is een lijst van platenlabels met als beginletter een Q.
- Q-dance
- Q Division Records
- QN5 Music
- QRS Records
- Qualiton Records
- Qualiton
- Quality Records
- Quango Music Group
- Quannum Projects
- Quarantine
- Quarterstick Records
- Queen Bee Entertainment
- Queen Records
- Que-so Records
- Quiet Storm Records
- Quinlan Road
- Quirkworks Laboratory Discs
- Quote Unquote Records
- Qwest Records